# Кожелянко Василь Дмитрович
Васи́ль Дми́трович Кожеля́нко (1 січня 1957, село Кам'яна Сторожинецького району Чернівецької області — 22 серпня 2008, там само) — український письменник. Жив і працював у рідному селі.

## Життєпис
Вчився на геодезиста у місцевому технікумі, але покинув навчання. У сувенірному цеху колгоспу виготовляв шкатулки і заробляв 200 карбованців на місяць. Працював на заводі електроніки — різав папір, картон. Перший твір написав із земляком Володимиром Сердюком — п'єса «Гільйотина».
Кожелянко — автор 20 творів. Рукописами, що залишилися, займається його племінниця, філолог Ірина Симанчук.
Закінчив філологічний факультет Чернівецького університету. Працював журналістом у провідних чернівецьких та львівських виданнях. Кожелянко вважається засновником напряму «альтернативної історії» в українській літературі.
Дітей з дружиною Вірою не мав. Василь не був релігійною людиною, жартував, що сповідує православний буддизм.
Помер раптово 22 серпня 2008 року від серцевого нападу.

## Твори
За місяць до смерті у видавництві «Кальварія» побачила світ остання книга Василя Кожелянка «Чужий» — збірка новел у жанрі альтернативної історії.

### Збірки поезій
- Терновий іній (1994, премія «Гранослов-92»)
- Білий і рудий (1994)
- Семибарвний кінь (1995)
- Як учив Кожелянко-цзи (2007)
- Колір серпня (2015)[3]

### Збірки оповідань
- Логіка речей (Львів: Кальварія, 2007)
- Чужий (Львів: Кальварія, 2008)

### Романи
- Дефіляда в Москві (1997, премія «Сучасності») (Львів: Видавництво Старого Лева, 2015)(Видавництво «Лілея-НВ», 2020[4])
- Конотоп (1998)
- Людинець (1999)
- ЛжеNostradamus (1999)
- Котигорошко (2000)
- Тероріум (2001)
- Срібний павук (Львів: Кальварія, 2003)
- Третє поле (2007)
- Ефіопська Січ (Івано-Франківськ: Лілея-НВ, 2011)
- Діти застою (Чернівці: Книги-XXI, 2012)

### П'єси
(у співавторстві з Володимиром Сердюком)
- Пластиліновий метал
- Солдатське щастя
- Гільйотина
- Лізикава
- Казка діда Зигмунда

## Відзнаки
Лауреат літературного конкурсу «Гранослов»